# TSUMUZI
TSUMUZI（ツムジ）は、日本の作曲家、ヴァイオリニスト。本名：永代 祐司（ながよ ゆうじ）。

## 概要
Ernesto Cielo Records（エルネスト シエーロ レコーズ）を2013年に立ち上げ、代表でありミュージシャンとして活動している。
東京医科歯科大学医学部医学科を卒業、ドクターライセンスを持つ理系ヴァイオリニスト。その音楽性から「5拍子の貴公子」「変拍子の貴公子」の異名を持ち、独自の音楽と世界観を切り開いている。
岐阜県出身、血液型A型。

## 略歴
愛知県名古屋市に生まれる。勤務医をしていた父親について、生まれてまもなく埼玉県内に引っ越すが、父親の開業に伴い、6歳からは岐阜県岐阜市で育つ。
3歳からバイオリン、4歳からピアノを始めるが、中学生まではサッカー中心の生活を送るスポーツ少年だった。
滝高等学校に在学中の16歳のとき、同級生が作曲した曲を聴き、自分にもできる気がしてピアノにむかったところ、メロディーが自然と頭に浮かび、曲ができたことをきっかけに、作詞・作曲活動にのめりこむ。
高校3年生になる頃、音楽の道に進みたいことを初めて打ち明けるも、漠然と医者になればよいと思っていた母親に猛反対される。悩みに悩んだ末、東京の医学部に進学し、上京すれば後はなんとかなるだろうと、受験勉強を開始。
東京医科歯科大学医学部医学科に合格したのを機に上京。以来、卒業まで音楽と学業の二重生活を送ることとなる。
21歳の頃、当時住んでいた文京区湯島から近かったことから、東京芸術大学内のサークルの集まりに顔を出したのをきっかけに、幼い頃から親しんだバイオリンを用いて、クラシックにこだわらない自分の音楽を作ろうと決め、革命家で医師でもあったエルネスト・チェ・ゲバラにあやかり、ERNESTO CIELO（エルネスト・シエーロ）というバンドを立ち上げ活動を開始した。
またこの頃より年上世代のサポートミュージシャンたちと知り合い、共演を重ねることで少しずつ音楽の幅を広げていった。
20代半ばで、変拍子のオリジナル曲「Devilish Waltz of A Soul」を作曲したことによりその可能性に気づき、それ以降、自身の音楽の最大の個性として磨き続けている。
2010年に大学を卒業、医師国家試験に合格しドクターライセンスを取得。研修医にはならず、音楽活動に専念することを選んだ。しかしその直後から長年の二重生活の無理がたたり、腕にしびれを感じるようになり、約3年間、演奏活動の休止を余儀なくされる。
2013年6月9日ファーストアルバム「Devilish Waltz of A Soul 〜 二月二十六日のタンゴ」を自主発売。同アルバムがインディーズレーベル大手のウルトラ・ヴァイヴの目に留まったことにより2013年9月18日に全国デビュー。
ライブ時の基本編成は、ヴァイオリン、ピアノ、ギター、ベース、ドラムである。
2021年4月、岐阜県関市のモネの池のイメージソング『A Pond of Wonder 〜モネの池のテーマ〜』を作曲し、関市役所を訪れ、尾関健治市長に楽曲を生演奏で披露した。同楽曲は5thアルバム『5拍子の教典』に収録されている。
2022年3月、単身でスペインツアーに赴きコルーニャでの初となる海外公演を成功させる。同時に2nd ALBUM収録の『ローチェの香り』のミュージックビデオを現地のスタッフと撮影した。9月に二度目となるスペインツアーを決行し、コルーニャ、マドリードの公演と『最果てのソレア』のミュージックビデオをトレド、コンスエグラ、マドリードを巡りながら撮影した。
2023年10月、東京赤坂のサントリーホールにて、デビュー10周年記念コンサートを開催。10年間の音楽性の進化を辿ったプログラムで好評を博す。
2024年10月、3度目のスペインツアーとして、バルセロナ、コルーニャでの公演を成功させ、バルセロナにおいて『Laberinto en 5 y 4 』(5と4の迷宮)のミュージックビデオを撮影した。またコルーニャのYOUTUBE音楽チャンネル "En Vilo" に現地のミュージシャンたちと出演し、4曲を披露した。
2025年4月、イラン・イスラム共和国政府文化庁の招聘によりイランを訪れ、イスファハン、ヴァルザネ、シラーズ、テヘランの4都市を歴訪した。イスファハンにおいてイスファハンをイメージして作曲したオリジナル曲『Cloudy Isfahan』のミュージックビデオを撮影し、ヴァルザネでは『CARVAAN』のミュージックビデオを撮影した。またテヘランでは在テヘラン日本大使館でイランの音楽家との共演コンサートを行った。
2025年7月、茨城県牛久市の牛久シャトーのイメージソング『日いづる葡萄酒のために』を作曲し、牛久市役所を訪れ、沼田和利市長に楽曲を生演奏で披露した。同楽曲は7thアルバム『5拍子の金字塔』に収録されている。

## 音楽性

### 5拍子、変拍子へのこだわりとその理論的根拠
5拍子の貴公子、変拍子の貴公子というニックネームが示す通り、5拍子を主とした変拍子をふんだんに取り入れた楽曲を数多く発表している。本人が5拍子の説明をする際には、八の字を書くように手を動かし、片側は3拍で一つの円、もう片側は2拍で一つの円を描くことになることを示し、この速度の違う円運動が5拍子の持つリズム的本質であると説明している。同様の説明は奇数拍子であれば全て成り立つ(7拍子なら4と3、9拍子なら5と4 etc)としており〈変拍子の本質はリズムの非対称性である〉と定義付けている。
『ゲルニカの掟』に代表される多くの曲で、拍子を小節単位で変化させるという、さらに高度なアレンジを行っている。これは『拍子を3拍子、2拍子という最小単位に分解し、それをメロディーのニュアンスに合わせて自由に再構築する』という独自のテクニックに基づいており、その手法を 〈音楽におけるキュビズム〉であると提唱している。
『最果てのソレア』に代表される多くの曲ではフラメンコのパルマ（手拍子）を取り入れている。これについて本人は、 上述したような拍子を3と2に分割し、再構築していく作曲手法が、フラメンコのコンパスの考え方と非常に相性がよいためとしている。

### 新・夜多羅拍子 (Neo Yatara Rhythm)の考案
2020年頃、知人である大宮の武蔵一宮氷川神社の権禰宜職から、日本古来の雅楽にも夜多羅拍子と呼ばれる5拍子が存在するという話を聞き、その代表曲である『抜頭』を聴いたところ、それがそれまで自身がやってきた3、2の5拍子とは逆の2、3の5拍子であったことに触発され、それを現代的なチルアウトなグルーヴとして蘇らせた5拍子のリズム "Neo Yatara Rhythm"を考案した。5th ALBUM収録の『やたら拍子落書』（Yatara Rhythm Graffiti）はそのリズムを用いて作られた作品である。

## 作品
現在までに7枚のオリジナル・アルバムをリリースしている。CDではアコーディオン、ヴィブラフォン、スチールパン、ホーンセクションなど様々な楽器を取り入れている。尺八、箏、琵琶など和楽器との録音も多い。また6th ALBUM以降ダラブッカ、トンバックといったアラブ楽器との録音も増えている。
1st ALBUM収録の『二月二十六日のタンゴ』（The Tango of February 26th）は二・二六事件からインスピレーションを受けた楽曲である。
2nd ALBUM収録の『ゲルニカの掟』(Guernica Dogma)はパブロ・ピカソの名画ゲルニカからインスピレーションを受け、上述の "音楽的キュビズム" の手法で作曲された楽曲である。
3rd ALBUM『俺のリベルタンゴ〜情熱の五大陸』では、「なごり雪」、「傘がない」、「僕が僕であるために」、「情熱大陸」、「リベルタンゴ」などの著名曲を全て5拍子もしくは変拍子でカバーしている。中でも『俺のリベルタンゴ』のミュージックビデオは評価が高く、世界各国のApple MusicのJazzチャートで定期的に1位にランクインしている。
4th ALBUM収録の『JAPON NEO SOUL 2O2O (ジャポネオ・ソウル・トゥエンティー・トゥエンティー)』は葛飾北斎の神奈川沖浪裏からインスピレーションを受け、5拍子の波の音から始まる楽曲である。同楽曲は2020年の東京オリンピックを見据えて作曲された。
5th ALBUM『5拍子の教典』では、レイチェル・カーソンの著書『沈黙の春』（Silent Spring）からインスピレーションを受けた楽曲『沈黙の春のソネット』（Sonnet for Silent Spring）を発表した。また同アルバム収録の『やたら拍子落書』（Yatara Rhythm Graffiti）は日本の雅楽に古くから存在する2、3の5拍子である夜多羅拍子からインスピレーションを受けた作品である。
6th ALBUM『辺境の5拍子』では、サラサーテ作曲『ツィゴイネルワイゼン』を5拍子にアレンジして収録している。埼玉県飯能市に本店を構える現代風アラビア・レストラン "CARVAAN(カールヴァーン)" に依頼されて作曲したイメージソング『CARVAAN 〜砂塵の彼方へ〜』も収録されている。
7th ALBUM『5拍子の金字塔』では、茨城県牛久市の牛久シャトーのイメージソング『日いづる葡萄酒のために』を収録、スティーヴィー・ワンダーの『Part-Time Lover』の5拍子アレンジ、『パリの空の下』『さくらさくら』の5拍子アレンジ、『コーヒールンバ』の新夜多羅拍子アレンジも収録されている。
アルバム
1. Devilish Waltz of A Soul〜二月二十六日のタンゴ（2013年）
2. ゲルニカの掟 〜 最果てのソレア（2015年）
3. 俺のリベルタンゴ 〜 情熱の五大陸（2017年）
4. JAPON NEO SOUL 2O2O 〜 来たる災害のためのレクイエム（2019年）
5. 5拍子の教典（2022年）
6. 辺境の5拍子（2023年）
7. 5拍子の金字塔（2025年）